# Grigore Hagiu

Placa memorială şi casa în care a locuit Grigore Hagiu în Bucureşti, strada Constantin Stahi nr. 16

Grigorie Hagiu (27 septembrie 1933, Târgu Bujor–1 februarie 1985, București) a fost un poet român, din generația antiproletcultistă a resurecției și paradoxismului.

## Viața și opera
Liceean fiind, debutează în anul 1950, cu poeme în spiritul epocii proletcultiste, în revista Tînărul scriitor. În 1952, este absolvent al unui liceu din Galați, urmând în aceiași ani școlari staliniști (1952–1954) cursurile Institutului de Cinematografie din București, cursuri abandonate, spre a se înscrie, în 1955, la Facultatea de Filologie, Universitatea din București. A fost redactor la diferite ziare și reviste: Drum nou, Luceafărul etc.  
După debutul editorial cu Autoportret în august (București, Editura pentru Literatură, 1962), Grigore Hagiu publică următoarele volume de versuri: 
- Continentele ascunse (București, Editura pentru Literatură, 1965).
- De dragoste de țară (București, Editura Tineretului, 1967).
- Sfera gânditoare (București, Editura pentru Literatură, 1967).
- Noblețe de stirpe (București, Editura Tineretului, 1969).
- Spațiile somnului (București, Editura pentru Literatură, 1969).
- Nostalgica triadă (București, Editura Eminescu, 1970).
- Cântece de stemă (Editura Militară, 1971).
- Miazănoaptea miresmelor (București, Editura Cartea Românească, 1973).
- Zenit de anotimpuri (București, Editura Eminescu, 1974).
- Sărbătorile anului (București, Editura Militară, 1975).
- Descântece de gravitație (București, Editura Cartea Românească, 1977).
- Sonete (București, Editura Eminescu, 1978).
- Alte sonete (București, Editura Cartea Românească, 1983).

## Distincții
- Premiul Uniunii Scriitorilor din România (1967).
- Premiul Asociației Scriitorilor din București (1968).